# Distretto di Pucará (Junín)
Il distretto di  Pucará è uno dei ventotto distretti della provincia di Huancayo, in Perù. Si trova nella regione di Junín e si estende su una superficie di 110,49   chilometri quadrati.